# Óscar Molina Pallochia
Óscar Molina Pallochia (Lima, Perú, 27 de septiembre de 1921 - Lima, 20 de octubre de 1990) fue un militar y político peruano. Fue presidente del Comando Conjunto de las Fuerzas Armadas, ministro de Guerra y presidente del Consejo de Ministros (1978-1979), durante el gobierno del general Francisco Morales Bermúdez. 

## Biografía
Fue hijo de Gerardo Molina e Iris Pallochia. Cursó su educación secundaria en el Colegio Nacional Nuestra Señora de Guadalupe y en el Instituto Lima. Ingresó en 1941 a la Escuela Militar de Chorrillos, de donde egresó con el grado de alférez de artillería, formando parte de la promoción “Teniente Astete Mendoza” (1944).
Realizó estudios de perfeccionamiento en la Escuela Superior de Guerra (1955-1957). También viajó a Estados Unidos para hacer estudios de especialización en el Army Artillery and Missile School en Fort Sill, Oklahoma (1961).
Fue jefe de la dirección de personal de la Escuela de Artillería (1960), agregado militar en Argentina (1966) y director de Inteligencia del Ejército (1974). Ascendió a General de Brigada en 1971 y a General de División en 1974.
Durante la llamada segunda fase del Gobierno Revolucionario de las Fuerzas Armadas que encabezó el general Francisco Morales Bermúdez, ejerció los cargos de comandante general de la Primera Región Militar con sede en Piura, presidente del Comando Conjunto de las Fuerzas Armadas y ministro de Guerra (1978-1979). Asumió también la presidencia del Consejo de Ministros, correspondiéndole organizar las elecciones de los representantes a la Asamblea Constituyente de  1979. Pasó a retiro ese mismo año.

## Condecoraciones
- Orden El Sol del Perú en el grado de Gran Oficial (1961).
- Orden de Mayo al Mérito en el grado de Gran Oficial.

| Predecesor: Guillermo Arbulú Galliani | Ministro de Guerra del Perú 30 de enero de 1978 - 31 de enero de 1979                  | Sucesor: Pedro Richter Prada |
| Predecesor: Guillermo Arbulú Galliani | Presidente del Consejo de Ministros del Perú 30 de enero de 1978 - 31 de enero de 1979 | Sucesor: Pedro Richter Prada |

## Fuente
- Portal Institucional del Ejército del Perú:  General de División Óscar Molina Pallochia (enlace roto disponible en Internet Archive; véase el historial, la primera versión y la última).. Consultado el 31 de agosto de 2012.